# جوائز إس بي إس للترفيه
جوائز إس بي إس للترفيه (هانغل: SBS 연예대상) هو حفل توزيع الجوائز يقام نهاية كل عام برعاية نظام بث سول (إس بي إس) لتكريم أفضل الفنانين في هذه الصناعة. تمتد مدة حفل توزيع الجوائز 140 دقيقة تقريبًا ويبث في جزأين على قناة إس بي إس.
منذ عام 2014، تعد الجائزة جزء من مهرجان جوائز إس بي إس، جنبا إلى جنب مع SBS Gayo Daejeon وجوائز دراما إس بي إس.

## نسب المشاهدة
| التاريخ       | التقييم حسب شبكة TNmS[وصلة مكسورة] | التقييم حسب شبكة TNmS[وصلة مكسورة] | التقييم حسب شبكة AGB Nielsen الفلبينية | التقييم حسب شبكة AGB Nielsen الفلبينية |
| التاريخ       | كوريا الجنوبية                     | سيئول                              | كوريا الجنوبية                         | سيئول                                  |
| ------------- | ---------------------------------- | ---------------------------------- | -------------------------------------- | -------------------------------------- |
| 28 دجنبر 2007 | 14.9% (الجزء 1) 16.0% (الجزء 2)    | 15.4% (الجزء 1) 16.5% (الجزء 2)    | 13.1% (الجزء 1) 13.5% (الجزء 2)        | 13.6% (الجزء 1) 13.2% (الجزء 2)        |
| 30 دجنبر 2008 | 18.3% (الجزء 1) 21.2% (الجزء 2)    | 19.1% (الجزء 1) 21.8% (الجزء 2)    | 17.1% (الجزء 1) 21.4% (الجزء 2)        | 17.7% (الجزء 1) 21.6% (الجزء 2)        |
| 30 دجنبر 2009 | 20.9% (الجزء 1) 22.0% (الجزء 2)    | 20.9% (الجزء 1) 21.8% (الجزء 2)    | 19.3% (الجزء 1) 21.1% (الجزء 2)        | 20.8% (الجزء 1) 21.8% (الجزء 2)        |
| 30 دجنبر 2010 | 15.9% (الجزء 1) 16.6% (الجزء 2)    | 16.0% (الجزء 1) 16.4% (الجزء 2)    | 17.9% (الجزء 1) 19.6% (الجزء 2)        | 19.4% (الجزء 1) 20.2% (الجزء 2)        |
| 30 دجنبر 2011 | 12.4% (الجزء 1) 13.0% (الجزء 2)    | 14.1% (الجزء 1) 14.6% (الجزء 2)    | 13.4% (الجزء 1) 15.6% (الجزء 2)        | 14.3% (الجزء 1) 17.5% (الجزء 2)        |
| 30 دجنبر 2012 | 9.1% (الجزء 1) 15.2% (الجزء 2)     | 9.8% (الجزء 1) 16.8% (الجزء 2)     | 8.5% (الجزء 1) 16.3% (الجزء 2)         | 9.2% (الجزء 1) 17.9% (الجزء 2)         |
| 30 دجنبر 2013 | 9.6% (الجزء 1) 10.5% (الجزء 2)     | 11.6% (الجزء 1) 13.0% (الجزء 2)    | 10.5% (الجزء 1) 12.2% (الجزء 2)        | 11.4% (الجزء 1) 13.4% (الجزء 2)        |
| 30 دجنبر 2014 | 9.1% (الجزء 1) 11.0% (الجزء 2)     | 11.0% (الجزء 1) 13.2% (الجزء 2)    | 9.2% (الجزء 1) 11.5% (الجزء 2)         | 10.1% (الجزء 1) 13.0% (الجزء 2)        |
| 30 دجنبر 2015 | 7.6% (الجزء 1) 9.8% (الجزء 2)      | 8.3% (الجزء 1) 10.9% (الجزء 2)     | 9.2% (الجزء 1) 10.6% (الجزء 2)         | 10.1% (الجزء 1) 11.6% (الجزء 2)        |
| 25 دجنبر 2016 | 9.2% (الجزء 1) 7.3% (الجزء 2)      | 10.4% (الجزء 1) 9.3% (الجزء 2)     | 9.9% (الجزء 1) 7.8% (الجزء 2)          | 10.1% (الجزء 1) 8.7% (الجزء 2)         |
| 30 دجنبر 2017 | 13.0% (الجزء 1) 13.1% (الجزء 2)    | 13.6% (الجزء 1) 14.2% (الجزء 2)    | 13.1% (الجزء 1) 13.8% (الجزء 2)        | 14.1% (الجزء 1) 14.6% (الجزء 2)        |

## روابط خارجية
- جوائز إس بي إس للترفيه على موقع IMDb (الإنجليزية)